# Cottbuser SC 1896
Cottbuser SC 1896 was een Duitse voetbalclub uit de Brandenburgse stad Cottbus.

## Geschiedenis
Op 19 juni 1896 werd FC Germania Cottbus opgericht. Datzelfde jaar werd de clubnaam nog veranderd in SC Alemannia Cottbus. De club richtte in 1900 de voetbalbond van Neder-Lausitz op (Verband Niederlausitzer Ballspiel-Vereine). Tot 1904 lukte het niet om een volwaardige competitie op touw te zetten. Bij het eerst volledige kampioenschap in 1904/05, waaraan zes clubs deelnamen, wist de club de titel te veroveren. Hierdoor plaatste de club zich voor de eindronde om de Duitse landstitel. De club moest eerst een voorronde spelen tegen SC Schlesien Breslau en verloor die met 5-1 en was meteen uitgeschakeld. Na dit seizoen ging de voetbalbond op in de nieuwe Zuidoost-Duitse voetbalbond. De kampioen van Neder-Lausitz mocht deelnemen aan de eindronde van die bond en de winnaar daarvan stootte door naar de nationale eindronde.
In 1907/08 was de competitie nog niet voltooid toen de eindronde aanbrak. Alemannia werd als leider afgevaardigd en zou tegen 
VfR 1897 Breslau aantreden, maar door protesten van eerste achtervolger Brandenburg Cottbus werd uiteindelijk geen deelnemer afgevaardigd. Uiteindelijk eindigden beiden teams eerste en kwam er een beslissende wedstrijd. De wedstrijd is nooit gespeeld en om onbekende redenen werd de titel aan Brandenburg toegekend. Het volgende seizoen werd de titel opnieuw behaald en deze keer traden ze wel aan tegen VfR Breslau en de club won. In de finale versloeg de club Preußen Kattowitz en plaatste zich zo voor de tweede keer voor de nationale eindronde. Daar verloor de club in de kwartfinale, na verlengingen, van SC Erfurt 1895.
In 1913 fusioneerde de club met Cottbuser SC en nam de naam Cottbuser SC 1896 aan. In 1919 speelde de club weer in de hoogste klasse, maar de club kon niet aan de goede prestaties van voorganger Alemannia aanknopen en eindigde meestal in de middenmoot. Nadat de club in 1926 de degradatie net kon vermijden moesten ze in 1927 tegen tweedeklasser 1. FC Guben spelen voor het behoud. De club verloor en degradeerde. De volgende jaren kon de club geen promotie meer afdwingen. In 1930 fusioneerde de club met TV Friesen Cottbus 1893 en werd zo Cottbuser SC Friesen.

## Erelijst
Neder-Lausitz
1905, 1909